# 帕克斯堡 (愛荷華州)
帕克斯堡（英語：Parkersburg）是一個位於美國愛荷華州巴特勒縣的城市。

## 地理
帕克斯堡的座標為42°34′28″N 92°47′12″W / 42.57444°N 92.78667°W，而該地的平均海拔高度為296米（即971英尺）。

## 人口
根據2010年美國人口普查的數據，帕克斯堡的面積為3.68平方千米，當中陸地面積為3.68平方千米，而水域面積為0.00平方千米。當地共有人口1870人，而人口密度為每平方千米508人。